# Phare de Kaiserschleuse
Le phare de Kaiserschleuse (en allemand : Leuchtturm Kaiserschleuse) est un phare inactif situé à l'entrée de l'écluse du port de Bremerhaven, (Land de Brême), en Allemagne. Il était géré par la WSV de Bremerhaven.

## Histoire
Le phare de Kaiserschleuse a été mis en service en 1900, sur le côté est du chenal pour guider les navires vers le port intérieur. Son architecture de début de siècle en fait un trésor historique unique. Il est classé monument historique depuis 1984.
Il a été désactivé en 2011 mais sa corne de brume est toujours en fonction.

## Description
Le phare est une tour cylindrique effilée en brique de 14 m de haut, avec une galerie et une lanterne couronnée d'une pointe comme celui d'un casque de l'armée impériale. La tour est en brique rouge non peinte avec des décors blancs et la lanterne est verte. Son feu fixe émettait, à une hauteur focale de 15 m, un feu vert continu d'une portée de 4 milles nautiques (environ 7.5 km).
Identifiant : ARLHS : FED-338 ; 3-15880 - Amirauté : B1264 - NGA : ..... .

### Lien connexe
- Liste des phares en Allemagne